# Leif Haraldseth

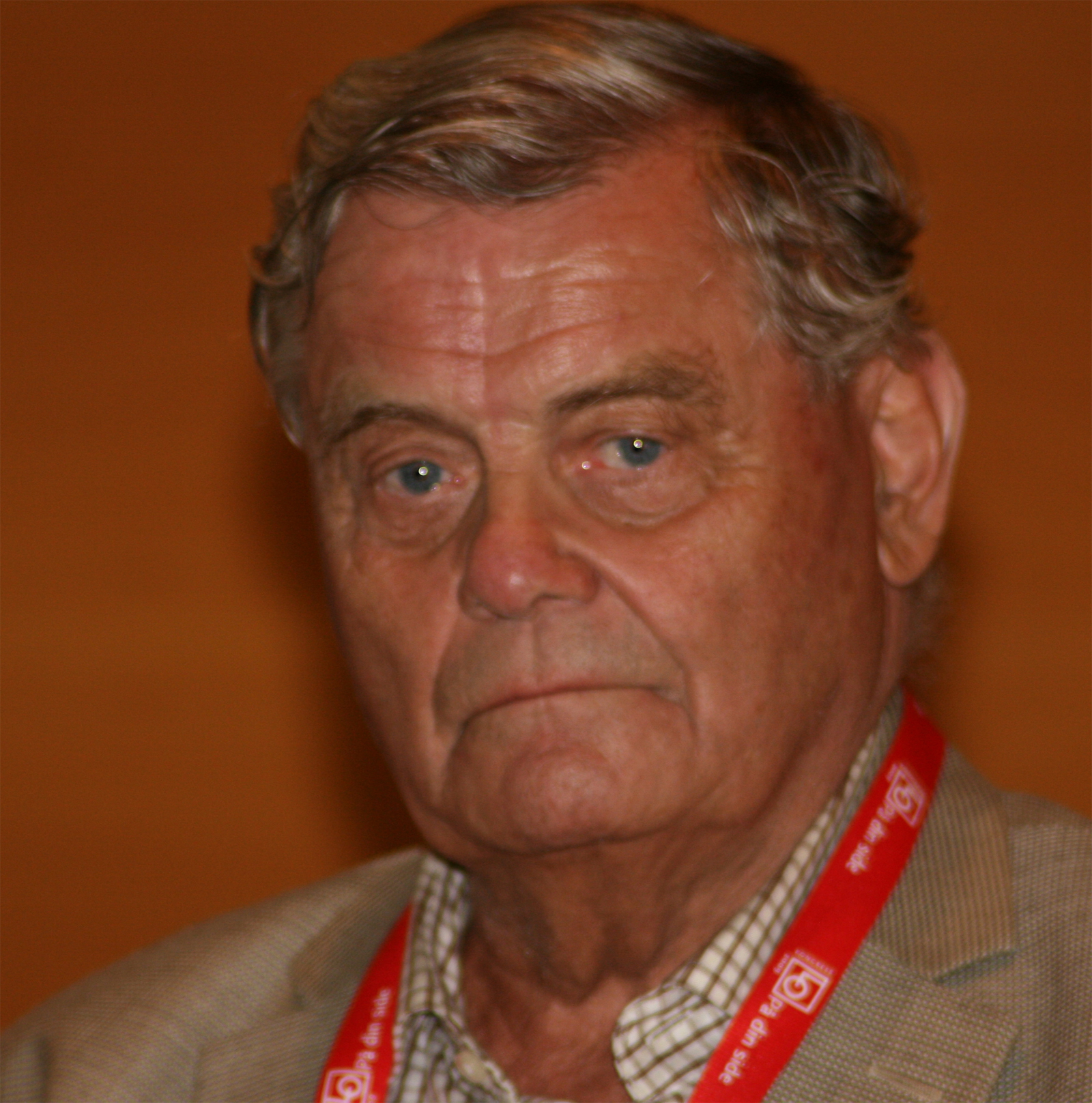
Leif Haraldseth (2009)

Leif Haraldseth (* 30. November 1929 in Drammen; † 8. April 2019) war ein norwegischer Gewerkschafter und Politiker der Arbeiderpartiet (Ap). Von Mai 1986 bis Februar 1987 war er der Kommunal- und Arbeitsminister seines Landes, von 1989 bis 1999 war er Fylkesmann von Buskerud.

## Leben
Haraldseth arbeitete von 1951 bis 1965 als Telegrafist. Zwischen 1966 und 1970 war er Mitglied des Vorstands der Industriegesellschaft von Buskerud. In der Zeit von 1970 bis 1979 betätigte er sich als Berater bei der Internationalen Arbeitsorganisation. Ab 1973 gehörte er bis 1977 dem Vorstand des Technologischen Instituts Norwegens an. In den Jahren 1977 bis 1986 war er Mitglied des Rikslønnsnemnda, dem staatlichen Organ, das in Streiks eingreifen kann. Parallel dazu war er außerdem stellvertretender Vorsitzender des Gewerkschaftsbunds Landsorganisasjonen i Norge (LO).
Am 9. Mai 1986 wurde Haraldseth zum Kommunal- und Arbeitsminister in der Regierung Brundtland II ernannt. Er übte das Amt bis zum 20. Februar 1987 aus. Im Anschluss war er bis 1989 Chef der LO. Im Jahr 1988 wurde er zum Fylkesmann der damaligen Provinz Buskerud ernannt, er trat die Stelle 1989 an und arbeitete als solcher bis 1999.
Er verstarb am 8. April 2019 im Alter von 89 Jahren.